# 鄭永淑
鄭 永淑（チョン・ヨンスク、ジョン・ヨンスク、ハングル：정영숙、1947年4月1日 - ）は、韓国の女優。オルチャン出身。

## 学歴
- 崇義女子高等学校（朝鮮語版） 卒業
- 淑明女子大学校 史学科